# Dytjatky
Dytjatky (ukrainisch Дитятки, russisch Дитятки Ditjatki) ist ein Dorf im Norden der ukrainischen Oblast Kiew mit etwa 570 Einwohnern (2001).

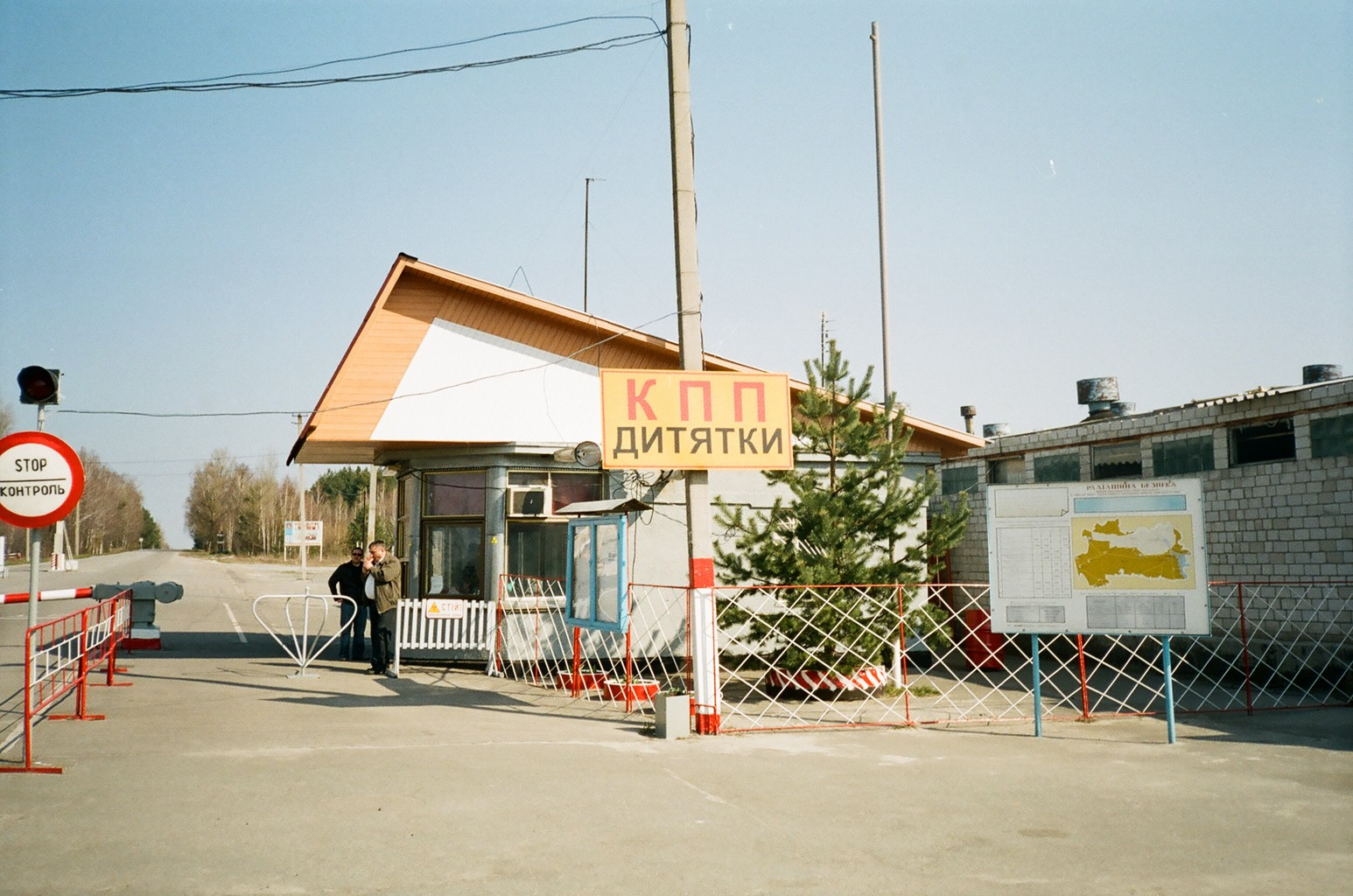
Kontrollstation ins Sperrgebiet 2007

Die Ortschaft liegt auf einer Höhe von 126 m am Rand der, nach der Nuklearkatastrophe von Tschernobyl eingerichteten, Sperrzone von Tschernobyl, 33 km nordöstlich vom ehemaligen Rajonzentrum Iwankiw und etwa 110 km nördlich vom Oblastzentrum Kiew.
Das Dorf besaß 1970 eine Einwohnerzahl von 852 Menschen und lag bis Ende 1988 im Rajon Tschornobyl, der aufgrund der Nuklearkatastrophe von Tschernobyl von 1986 nahezu menschenleer dem Rajon Iwankiw zugeschlagen wurde.
Am 12. Juni 2020 wurde das Dorf ein Teil der neugegründeten Siedlungsgemeinde Iwankiw, bis dahin bildete es zusammen mit den Dörfern Frusyniwka (Фрузинівка) und Soryn (Зорин) die gleichnamige Landratsgemeinde Dytjatky (Дитятківська сільська рада/Dytjatkiwska silska rada) im Zentrum des Rajons Iwankiw.
Am 17. Juli 2020 kam es im Zuge einer großen Rajonsreform zum Anschluss des Rajonsgebietes an den Rajon Wyschhorod.

## Kontrollstelle Dytjatky
Durch das Dorf verläuft die Regionalstraße P–56, an der sich in Dytjatky eine Kontrollstation zum Einlass in die Sperrzone befindet. Hier wurde im Sommer 2017 ein Informations- und Einkaufszentrum für Besucher der Sperrzone eröffnet. Seit Ende 2019 wird der Kontrollpunkt, der Haupteingangsstelle aller Besucher in die Sperrzone ist und teilweise von mehr als tausend Menschen täglich passiert wird, weiter ausgebaut, um die Entwicklung des Tourismus in die Sperrzone zu fördern.

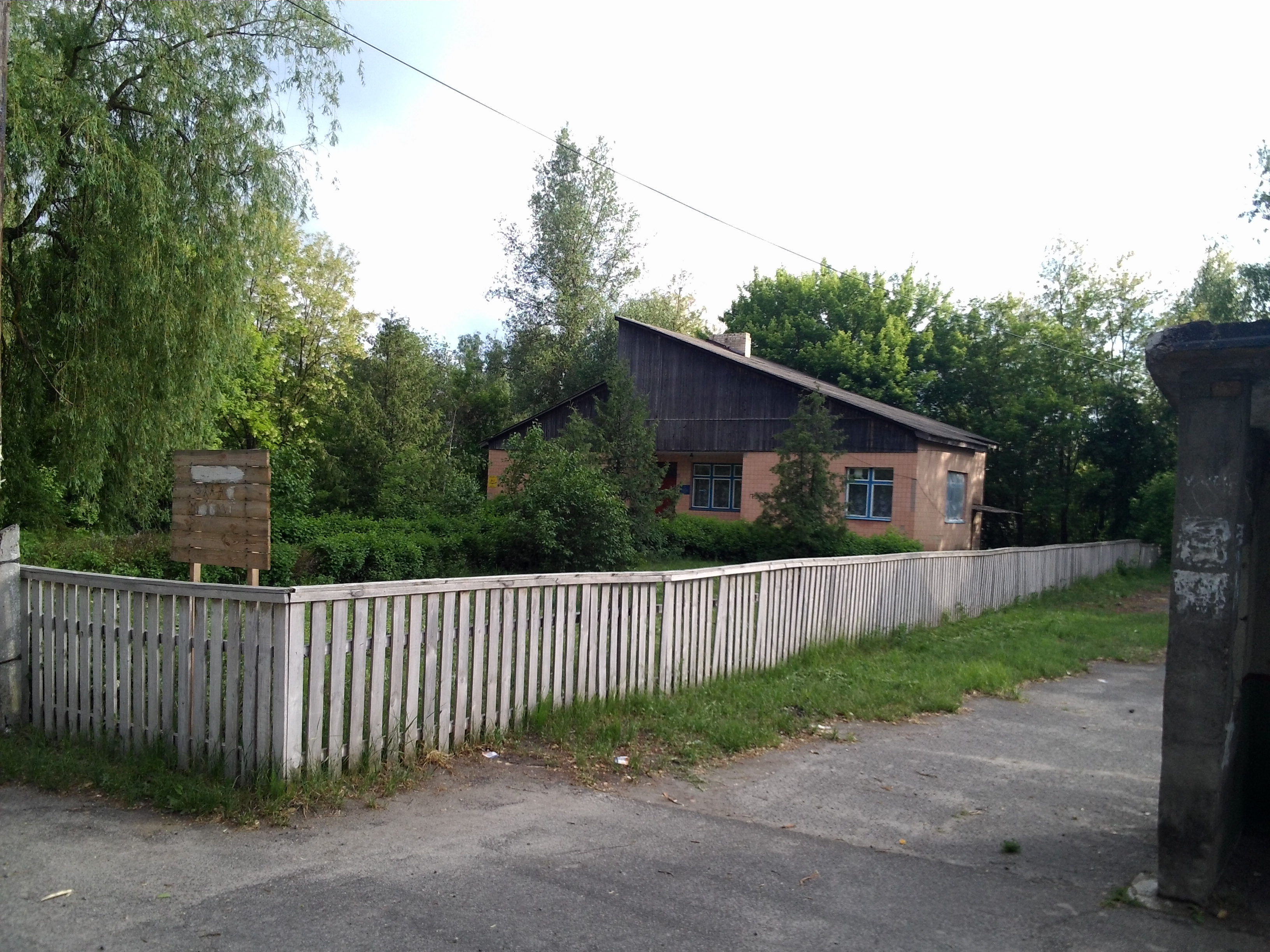
Haus in Dytjatky
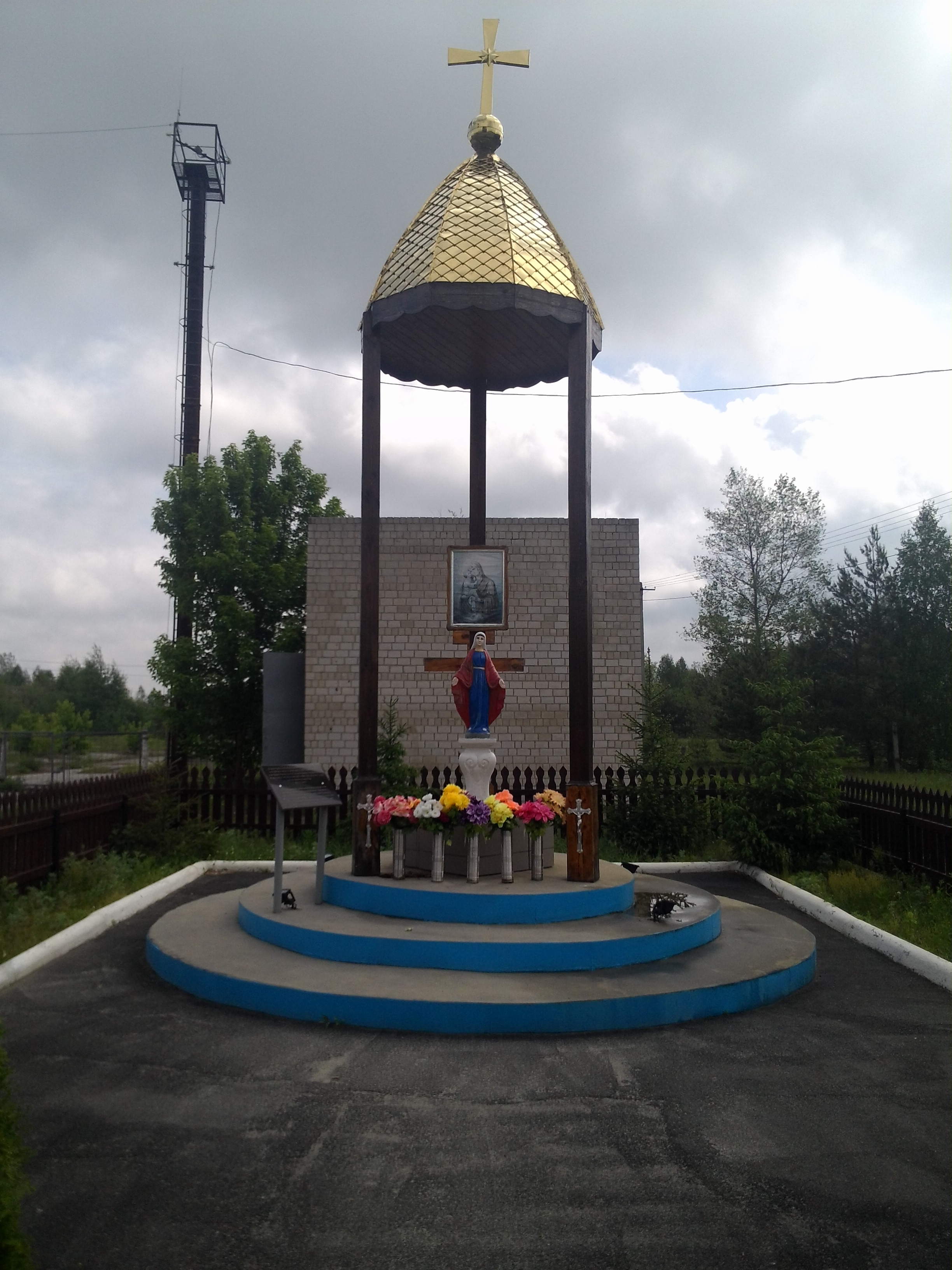
Gedenkstätte beim Kontrollpunkt, 2013
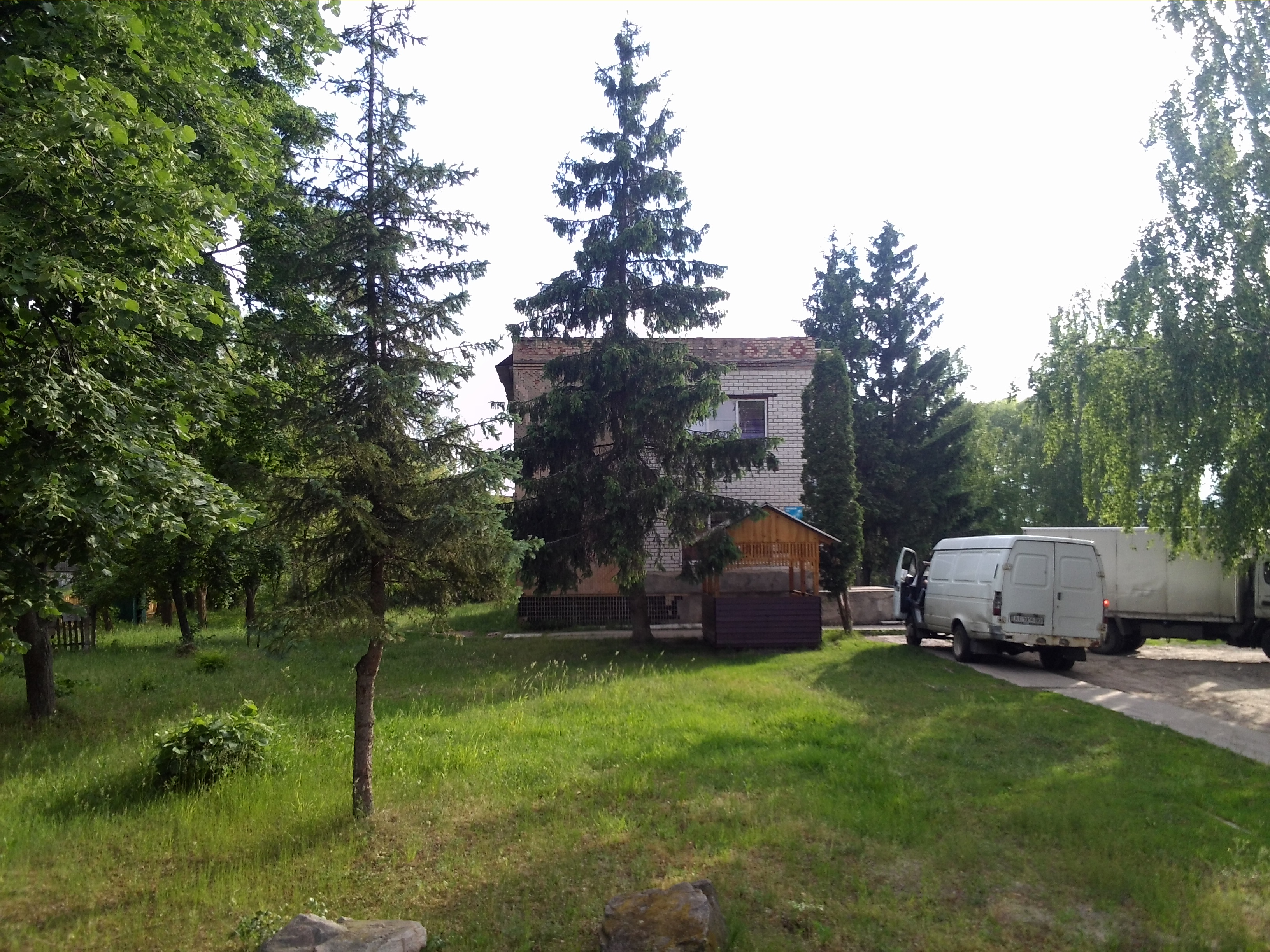
Gebäude im Dorf